# Challenger Providencia 2005
Il Challenger Providencia 2005 è stato un torneo di tennis facente parte della categoria ATP Challenger Series nell'ambito dell'ATP Challenger Series 2005. Il torneo si è giocato a Santiago in Cile dal 24 al 30 gennaio 2005 su campi in terra rossa.

## Vincitori

### Singolare
Tomas Behrend ha battuto in finale  Adrián García con il punteggio di 7–6(3), 4–6, 6–2

### Doppio
Giovanni Lapentti /  Damián Patriarca hanno battuto in finale  Enzo Artoni /  Ignacio González-King con il punteggio di 6–2, 4–6, 6–4